# 抚民镇
抚民镇，是中华人民共和国吉林省通化市辉南县下辖的一个乡镇级行政单位。

## 行政区划
抚民镇下辖以下地区：
北关村、南关村、青顶子村、四平街村、铺板石村、榆树岔村和下集场村。